# カルビン
カルビン (carbyne) は、下記に述べる炭素化学種の呼称である。炭素の線状ポリマーと 1配位型炭素ラジカルの共通の呼称として用いられる。

## ポリマー
ポリマーの カルビン は、炭素の単体（同素体）のひとつ。黒色の粉末である。
sp混成の炭素原子がおのおの2つの炭素原子と共有結合し、直鎖状になっている。三重結合と単結合が交互に繰り返されているポリイン構造と、二重結合が連なっているクムレン構造の極限構造式で表される。
……{\displaystyle {\ce {-C#C-C#C-C#C-C#C-C#C}}}{\displaystyle {\ce {-}}}…… {\displaystyle {\ce {<->}}}  ……{\displaystyle {\ce {=C=C=C=C=C=C=C=C=C=C=}}}……
主な炭素の同素体には、sp2炭素が平面的に結合したシートからなる層状のグラファイト、sp3炭素が正四面体型に結合した3次元構造のダイヤモンド、および一定の結晶構造を有しない無定形炭素が挙げられる。フラーレンやカーボンナノチューブといったナノカーボン類が発見されるまでは、これら3つが炭素の同素体として知られていた。
これらの同素体とは異なり、カルビンはきわめて不安定で、詳しい性質はわかっていない。不安定さを活かして、カーボンナノチューブや超多孔質の活性炭などの原材料として注目されている。
末端の "end cap" として立体障害となる部位を導入したり、ロタキサン構造の軸とすることでカルビン構造を安定化させたという報告がある。特に Lagow らの研究では、レーザー光で処理することでより長い鎖状構造への変換を観測している。Chalifouxらは2009年に末端部位をtert-ブチル基で保護することで安定化、t-Bu-(C≡C)10-t-Buまでの各種分子を合成し、X線構造解析によりその結合交代がどう変化するかを報告している。それによれば炭素数の増加とともに三重結合と単結合の長さが近づき、ポリイン構造からクムレン構造に近づくものの、その傾向は次第に飽和していき、最後まで結合交代は残っている（つまり無限長の炭素鎖においても、クムレン構造ではなくポリイン構造が安定となる）可能性が示唆されている。

## 1配位の炭素ラジカル
カルビン は、1配位で価電子を5個持つ炭素ラジカル (R-C:•) の呼称でもある。カルベン (R-C:-R') は 2配位で価電子を6個持つ炭素種であるが、そこからさらに C-R 結合がホモリティックに開裂して生じる化学種に相当する。

## カルビン錯体
有機金属化合物のうち、構造が形式的に金属-炭素三重結合 (R-C≡M) で表されるものをカルビン錯体 (carbyne complex) と呼ぶ。アルキンメタセシスの触媒として Moore らが開発したモリブデン錯体 Et-C≡Mo[NAr(t-Bu)]3 (Ar = 3,5-Me2C6H3-) はその一例である。